# Wybory prezydenckie w Finlandii w 2012 roku
Wybory prezydenckie w Finlandii w 2012 roku odbyły się w dwóch turach 22 stycznia 2012 i 5 lutego 2012. Głosowanie wcześniejsze przed pierwszą turą miało miejsce między 11 a 17 stycznia, zaś głosowanie za granicą w dniach 11–14 stycznia. Pierwszą turę wygrał Sauli Niinistö z rządzącej Partii Koalicji Narodowej z wynikiem 37%, drugie miejsce zajął Pekka Haavisto z Ligi Zielonych. Ponieważ żaden z kandydatów nie zdobył ponad połowy głosów, 5 lutego 2012 przeprowadzono drugą turę, którą wygrał Sauli Niinistö z wynikiem 62,6% głosów. Tym samym został wybrany na sześcioletnią kadencję na nowego prezydenta Finlandii, który zastąpił Tarję Halonen. Urzędująca prezydent nie mogła ubiegać się o reelekcję, gdyż urząd ten sprawowała przez dwie kadencje.
Kandydatów w wyborach mogły wystawić bez zbierania podpisów poparcia ugrupowania reprezentowane w Eduskuncie. Kandydaci partii pozaparlamentarnych i niezależni musieli zebrać co najmniej 20 tys. podpisów poparcia. Swoich kandydatów zarejestrowały jedynie wszystkie partie parlamentarne. Każdemu z kandydatów komisja wyborcza przypisała numer od 2 do 9 włącznie (ordynacja wyborcza wyklucza przypisanie kandydatowi na ten urząd numeru 1). W kolejnych sondażach najwyższe poparcie konsekwentnie otrzymywał Sauli Niinistö, w sondażu opublikowanym 19 stycznia uzyskał poparcie na poziomie 32%, kolejne miejsca zajęli Pekka Haavisto i Paavo Väyrynen (odpowiednio 13% i 11%).

## Kandydaci
| Nr | Kandydat        | Zdjęcie         | Partia                               | Funkcje                                                                                     |
| -- | --------------- | --------------- | ------------------------------------ | ------------------------------------------------------------------------------------------- |
| 2  | Pekka Haavisto  | Pekka Haavisto  | Liga Zielonych                       | poseł, były minister, były przewodniczący partii                                            |
| 3  | Timo Soini      | Timo Soini      | Prawdziwi Finowie                    | przewodniczący partii, poseł, były eurodeputowany                                           |
| 4  | Paavo Väyrynen  | Paavo Väyrynen  | Partia Centrum                       | były minister, były przewodniczący partii, były poseł, były eurodeputowany                  |
| 5  | Paavo Lipponen  | Paavo Lipponen  | Socjaldemokratyczna Partia Finlandii | były premier, były przewodniczący parlamentu, były przewodniczący partii                    |
| 6  | Sauli Niinistö  | Sauli Niinistö  | Partia Koalicji Narodowej            | były wicepremier, były minister, były przewodniczący parlamentu, były przewodniczący partii |
| 7  | Sari Essayah    | Sari Essayah    | Chrześcijańscy Demokraci             | eurodeputowana, była posłanka                                                               |
| 8  | Eva Biaudet     | Eva Biaudet     | Szwedzka Partia Ludowa               | rzecznik praw mniejszości Finlandii, była minister, była posłanka                           |
| 9  | Paavo Arhinmäki | Paavo Arhinmäki | Sojusz Lewicy                        | minister, przewodniczący partii, poseł                                                      |

## Wyniki pierwszej tury
| Kandydat        | Partia                               | Głosy     | %     |
| --------------- | ------------------------------------ | --------- | ----- |
| Sauli Niinistö  | Partia Koalicji Narodowej            | 1 131 127 | 37,0% |
| Pekka Haavisto  | Liga Zielonych                       | 573 872   | 18,8% |
| Paavo Väyrynen  | Partia Centrum                       | 536 731   | 17,5% |
| Timo Soini      | Prawdziwi Finowie                    | 287 405   | 9,4%  |
| Paavo Lipponen  | Socjaldemokratyczna Partia Finlandii | 205 020   | 6,7%  |
| Paavo Arhinmäki | Sojusz Lewicy                        | 167 359   | 5,5%  |
| Eva Biaudet     | Szwedzka Partia Ludowa               | 82 581    | 2,7%  |
| Sari Essayah    | Chrześcijańscy Demokraci             | 75 755    | 2,5%  |
| Razem           | Razem                                | 3 059 850 | 100%  |

## Wyniki drugiej tury
| Kandydat       | Partia                    | Głosy     | %     |
| -------------- | ------------------------- | --------- | ----- |
| Sauli Niinistö | Partia Koalicji Narodowej | 1 802 400 | 62,6% |
| Pekka Haavisto | Liga Zielonych            | 1 076 957 | 37,4% |
| Razem          | Razem                     | 2 879 357 | 100%  |